# WT-9 Dynamic
WT-9 Dynamic – ultralekki, dwuosobowy, jednosilnikowy samolot rekreacyjno-turystyczny, w konstrukcji dolnopłata zbudowanego z włókien węglowych. WT-9 Dynamic skonstruowany został przez mieszkającego na Słowacji Polaka, inż. Tadeusza Walę; produkowany jest przez firmę Aerospool, spol. s r.o. mieszczącą się w Prievidzy na Słowacji. Obecnie WT-9 Dynamic produkowany jest w dwóch wersjach: ultralekkiej, i certyfikowanej przeznaczonej głównie do celów turystycznych i rekreacyjnych. 
Oficjalnym dystrybutorem tego samolotu na Polskę jest firma J&J TEAM znajdująca się na terenie lotniska w Lesznie EPLS

## Konstrukcja
WT-9 Dynamic jest niewielkim gabarytowo, dwumiejscowym, jednosilnikowym dolnopłatem zbudowanym z klejonych powłok sandwiczowych uzupełnionych włóknami węglowymi. Dzięki temu samolot mieści się w wymaganiach formalnych dotyczących samolotów ultralekkich, których, zgodnie z przepisami, masa startowa nie może przekraczać 600 kg. Jest to pierwszy samolot ultralekki, który przeszedł z powodzeniem komplet badań dotyczących aeroelastyczności konstrukcji. Samolot produkowany jest w wersji ze stałym podwoziem, a także z podwoziem chowanym, wysuwanym hydraulicznie. Kadłub samolotu zbudowany jest z klejonych powłok sandwiczowych, których najważniejszym składnikiem są włókna węglowe. Główna część kadłuba ma szerokość całkowitą 2,45 m. W jego wnętrzu mieści się zbiornik paliwa. Standardowo jest to zbiornik o pojemności 75 dm3. Montuje się również zbiorniki o pojemności 100 dm3 oraz 125 dm3(lub większe na indywidualne zamówienie). Kadłub połączony jest z ogonem w klasyczny sposób. W samolocie montowane są czterosuwowe, czterocylindrowe silniki z zapłonem iskrowym Rotax. Pojedynczy silnik umieszczony jest w przedniej części kadłuba. Paliwem jest 95-oktanowa benzyna samochodowa. Stosuje się śmigła drewniane lub z tworzyw sztucznych produkowane przez firmy: Woodcomp, EVRA, DUC, MTV. W zależności od opcji kąt natarcia śmigła może być stały lub też przestawny w locie, w zakresie 16°–26°. Skrzydła, podobnie jak kadłub, zbudowane są z klejonych powłok sandwiczowych, których najważniejszym składnikiem są włókna węglowe. Skrzydła wyposażone są w lotki oraz wysuwane klapy oraz winglety. Podwozie trójkołowe z przednim kółkiem. W zależności od wersji samolot wyposażony jest w podwozie stałe, lub też w podwozie chowane, wysuwane hydraulicznie. W podwoziu znajdują się systemy sprężyn połączone z amortyzatorami hydraulicznymi. Koła w podwoziu stałym posiadają owiewki. Koła podwoziowe wyposażone są w hydraulicznie sterowane hamulce tarczowe. Kabina mieści dwa, umieszczone obok siebie, fotele dla pilota oraz pasażera lub ucznia. W kokpicie stosuje się oprzyrządowanie montowane według indywidualnych zamówień poszczególnych odbiorców, od klasycznego do wielozadaniowych wyświetlaczy ciekłokrystalicznych. Samolot posiada klasyczne usterzenie.

## Wersje
W wersji certyfikowanej(EASA.A.644) możemy podzielić samolot na dwie wersje:

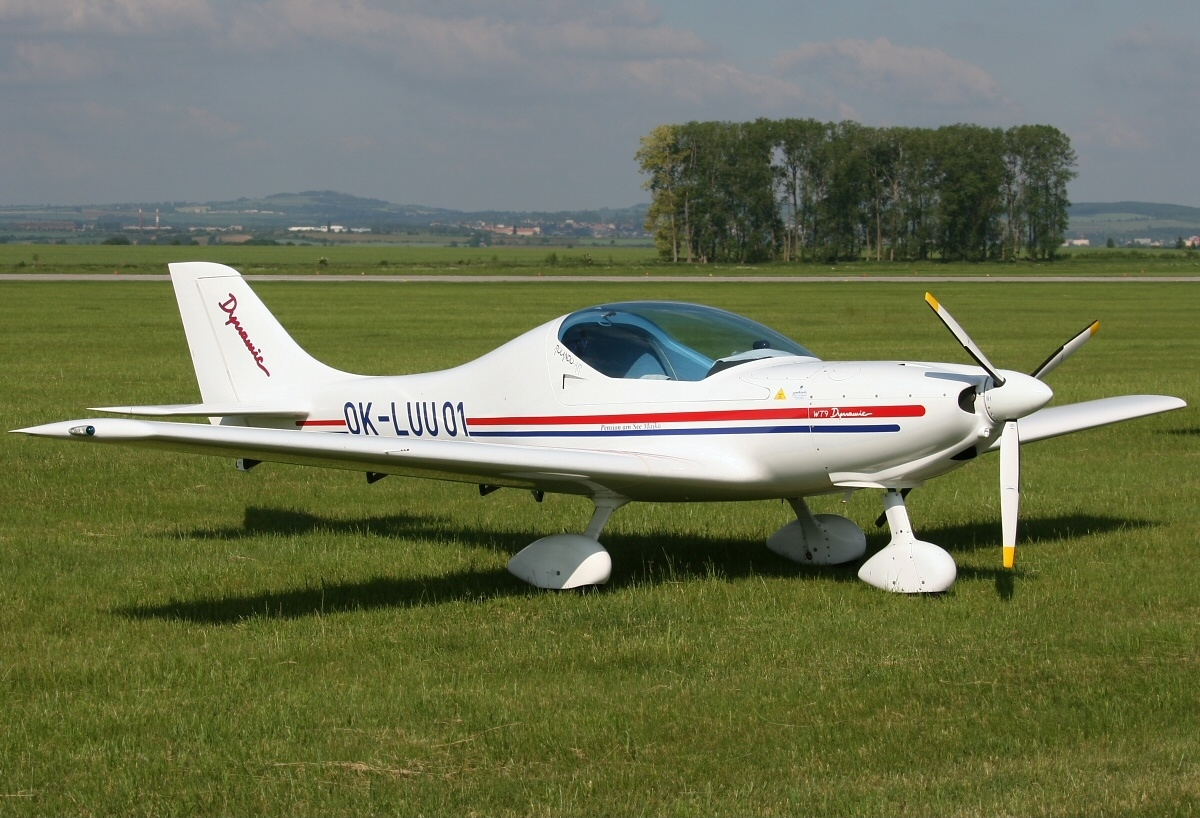
Samolot ultralekki WT-9 Dynamic

- WT9 Dynamic LSA - Club
- WT9 Dynamic LSA - TOW

## Własności pilotażowe
Na temat własności pilotażowych samolotu specjaliści wypowiadają się bardzo pozytywnie. Nie ma skłonności do wpadania w korkociąg. W powietrzu zachowuje się stabilnie. "Nawet po otrzymaniu mocnego podmuchu pod skrzydło w czasie zakrętu wraca do pierwotnego położenia". Stery są czułe i wymagają delikatnych ruchów drążka o niewielkiej amplitudzie. 

## Warunki lotu
- VFR (ang. visual flight rules),

## Zakres zastosowań
Samolot dopuszczony jest do lotów VFR. Nie posiada instalacji odlodzeniowej. Ponieważ nie można więc nim latać w każdych warunkach, jego zastosowanie do celów szybkiej komunikacji jest ograniczone do sprzyjających warunków atmosferycznych (dobra widoczność, wysoki pułap chmur, brak zagrożenia oblodzeniem). 
Zasadniczy zakres zastosowań samolotu obejmuje: 
- loty turystyczne,
- loty rekreacyjne,
- loty szkoleniowe
- holowanie szybowców (wersja TOW),
- loty businessowe (w ograniczonym zakresie).

## Specyfikacja
| Model                    | CLUB                                                 | SPEED                                                | TURBO TOW                             | CLUB LSA                             | TOW LSA                              | 915 iS                                |
| ------------------------ | ---------------------------------------------------- | ---------------------------------------------------- | ------------------------------------- | ------------------------------------ | ------------------------------------ | ------------------------------------- |
| Załoga                   | 1/2                                                  | 1/2                                                  | 1/2                                   | 1/2                                  | 1/2                                  | 1/2                                   |
| Liczba siedzeń           | 2                                                    | 2                                                    | 2                                     | 2                                    | 2                                    | 2                                     |
| Pojemność cargo          | przód - 2 x 10.0 kg tył - 2 x 10.0 kg                | przód - 2 x 10.0 kg tył - 2 x 10.0 kg                | przód - 2 x 10.0 kg tył - 2 x 10.0 kg | przód - 2 x 10.0 kg tył- 2 x 20.0 kg | przód - 2 x 10.0 kg tył- 2 x 20.0 kg | przód - 2 x 10.0 kg tył - 2 x 10.0 kg |
| Długość                  | 6,460 m                                              | 6,460 m                                              | 6,460 m                               | 6,460 m                              | 6,460 m                              | 6,720 m                               |
| Rozpiętość skrzydeł      | 8,926 m                                              | 8,926 m                                              | 8,926 m                               | 8,920 m                              | 8,920 m                              | 8,900 m                               |
| Wysokość                 | 1,850 m                                              | 1,850 m                                              | 1,850 m                               | 1,850 m                              | 1,850 m                              | 2,000 m                               |
| Masa własna              | od 259 kg                                            | od 259 kg                                            | od 259 kg                             | 350 ±5 kg                            | 350 ±5 kg                            | max. 383 kg                           |
| Maksymalna masa startowa | 472,5/600 kg                                         | 472,5/600 kg                                         | 472,5/600 kg                          | 600 kg                               | 600 kg                               | 600 kg                                |
| Prędkość przelotowa      | 220 km/h(IAS)                                        | 250 km/h(IAS)                                        | 235 km/h(IAS)                         | 210 km/h(IAS)                        | 230 km/h(IAS)                        | 277km/h(IAS) 310 km/h(TAS, FL100)     |
| Maksymalna prędkość      | 280 km/h                                             | 280 km/h                                             | 280 km/h                              | 275 km/h                             | 275 km/h                             | 336 km/h(IAS) 370 km/h (TAS)          |
| Rozbieg                  | 198 m 355m(50ft)                                     | 198 m 355m(50ft)                                     | 164 m 324m(50ft)                      | 181 m 346 m (50ft)                   | 181 m 346 m (50ft)                   | 130 m 250m(50ft)                      |
| Maksymalny zasięg        | 1600                                                 | 1600                                                 | 1600                                  | 1400                                 | 1400                                 | 1600                                  |
| Maksymalna ilość paliwa  | 75 l / 100 l / 126 l                                 | 75 l / 100 l / 126 l                                 | 75 l / 100 l / 126 l                  | 126 l                                | 126 l                                | 75 l / 100 l / 126 l                  |
| Silniki                  | Rotax 912 ULS (100HP), 912iS (100HP), 914 UL (115HP) | Rotax 912 ULS (100HP), 912iS (100HP), 914 UL (115HP) | Rotax 914 UL (115HP)                  | Rotax 912 ULS2 (100 HP)              | Rotax 912 ULS2 (100 HP)              | Rotax 915 iS (141 HP)                 |
| Ciąg silników            | brak danych                                          | brak danych                                          | brak danych                           | brak danych                          | brak danych                          | brak danych                           |

Źródło: , , , instrukcja użytkowania w locie WT9 Dynamic 915 iS